# Албаненци
Албаненците са еретици, живели в Албания, най-вероятно през 8 век. За тях не се знае много, освен че са били една от многобройните секти, чрез които оригиналното манихейство продължава да процъфтява. Те изповядвали много стриктна и безкомпромисна форма на манихейство, отхвърляйки всички доктринални промени, като вечността на злия първоизточник и неговото абсолютно равенство с добрия първоизточник.